# Palatul Banca Comerțului
Palatul Banca Comerțului este un monument istoric aflat în partea centrală a municipiului Craiova.

## Istoric
La data de 12 decembrie 1897 (sau 1899) bancherul și omul politic craiovean Constantin Neamțu a înființat la Craiova, sub forma unei afaceri de familie, Banca Comerțului. Societatea bancară a devenit rapid una dintre cele mai importante și de succes bănci cu capital românesc din România, deschizând mai multe sucursale în multe alte orașe.  

## Arhitectură
Banca Comerțului a fost proiectată de către arhitectul și inginerul român Ion Mincu în anul 1906 și terminată în anul 1916 de către elevul său, Constantin Iotzu. Aceasta are un interior bogat care este decorat cu stucaturi, vitrouri, mozaicuri venețiene și grilaje din fier forjat.
La inaugurare, Banca Comerțului a fost una dintre cele mai frumoase clădiri din Craiova și chiar din România. Aceasta impresiona atât prin aspectul său exterior, cât și prin cel interior, bogat ornamentat cu candelabre, mozaicuri și vitralii impunătoare.

## Galerie

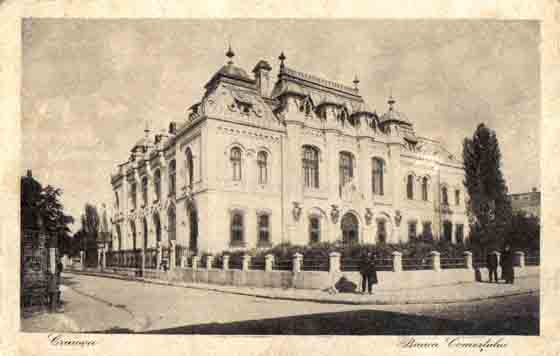
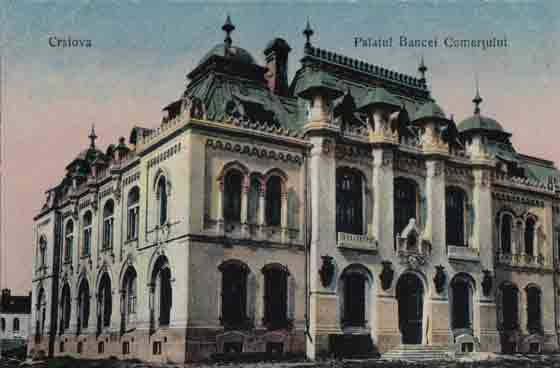
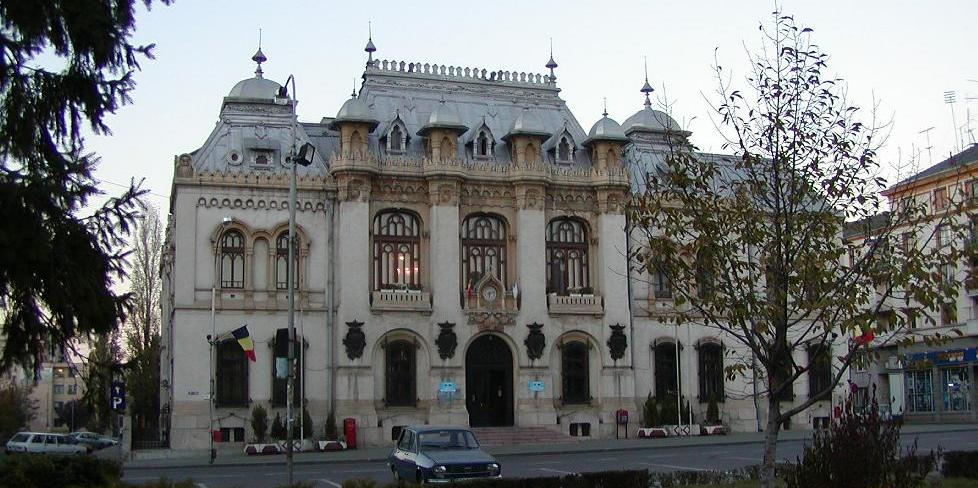
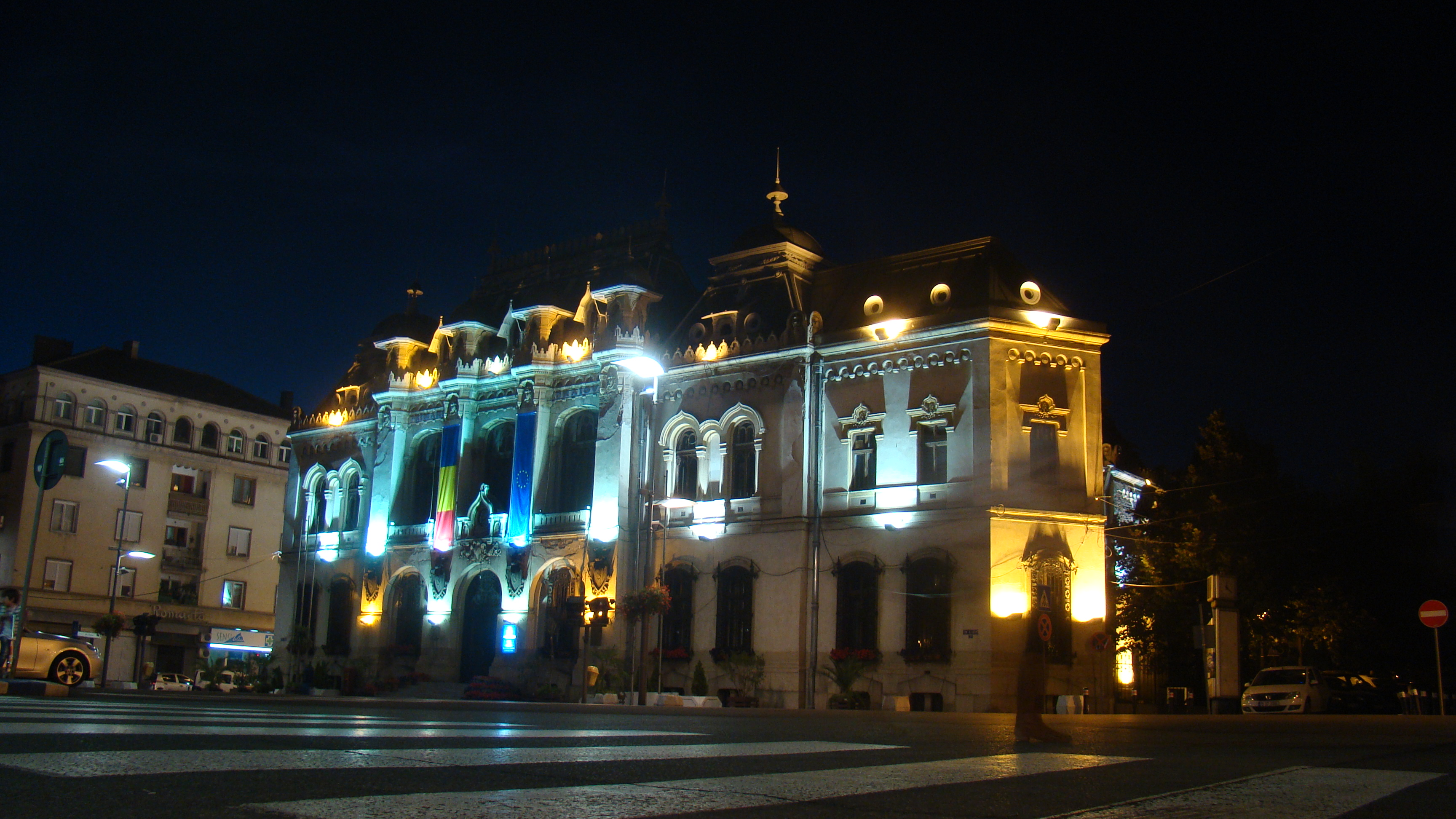